# Distretto di Incahuasi
Il distretto di Incahuasi è uno dei sei distretti della provincia di Ferreñafe, in Perù. Si trova nella regione di Lambayeque e si estende su una superficie di 443,91 chilometri quadrati.

Istituito il 17 febbraio 1951, ha per capitale la città di Incahuasi; nel censimento del 2005 contava 14.884 abitanti.